# 600 millas
600 millas é um filme de drama mexicano de 2015 dirigido e escrito por Gabriel Ripstein. Foi selecionado como representante do México à edição do Oscar 2016, organizada pela Academia de Artes e Ciências Cinematográficas.

## Elenco
- Tim Roth - Hank Harris
- Kristyan Ferrer - Arnulfo Rubio
- Harrison Thomas - Carson
- Monica del Carmen - Mamá Rubio
- Julian Sedgwick - Ray Wilson
- Craig Hensley
- Noé Hernández - Martín
- Greg Lutz - Willy
- Tad Sallee
- Harris Kendall - Greta